# 14-18 magazine
 (juillet 2010).
Si vous disposez d'ouvrages ou d'articles de référence ou si vous connaissez des sites web de qualité traitant du thème abordé ici, merci de compléter l'article en donnant les références utiles à sa vérifiabilité et en les liant à la section « Notes et références ».
Le magazine 14-18 est une revue d'histoire consacrée à la Première Guerre mondiale publiée de 2001 à 2023 par les éditions SOTECA. Le 102, dernier numéro, est paru le 15 juillet 2023.
Visant un large public d’amateurs d’histoire, 14-18 présente la Grande Guerre sous différentes facettes : militaire, relations internationales, économique, sociale. Les articles sont rédigés par des spécialistes contemporains de cette période historique et illustrés.